# Arce (mitologia)
Arce ou Arke (em grego:  Άρκη, trasnliterado Arkê), na mitologia grega, era a mensageira dos titãs, filha do deus marinho Taumas e da Oceânide Electra e irmã gêmea de Íris, a deusa do arco-íris. Ela pode ter sido associada com o apagado segundo arco-íris visto às vezes à sombra do primeiro. 
Segundo Ptolomeu Heféstion (século I ou II d.C.), as duas deusas serviram lados opostos durante a Titanomaquia: enquanto Íris tornou-se a mensageira dos deuses olímpicos, Arce tornou-se a dos titãs. Ao final da guerra, Zeus lhe arrancou suas asas e a atirou no Tártaro, junto com seus mestres. Mais tarde, no casamento de Peleu, Zeus presenteou a nereida Tétis com essas asas para que as colocasse nos pés de seu filho Aquiles.